# 白碎米花
白碎米花（学名：Rhododendron spiciferum var. album）为杜鹃花科杜鹃花属下的一个变种。

## 扩展阅读
- 維基物種上的相關：白碎米花